# Contea di Huanan
La contea di Huanan (桦南县S, Huànán XiànP) è una contea della Cina, situata nella provincia di Heilongjiang e amministrata dalla prefettura di Jiamusi.